# 相澤英之
相澤 英之（あいざわ ひでゆき、1919年〈大正8年〉7月4日 - 2019年〈平成31年〉4月4日）は、日本の大蔵官僚、政治家、弁護士（相沢法律事務所、登録番号：32425）。位階は正三位。
経済企画庁長官官房長、大蔵省理財局長、主計局長、大蔵事務次官、衆議院議員（9期）、経済企画庁長官、自由民主党税制調査会長、自由民主党金融問題調査会長、金融再生委員会委員長、東京福祉大学学長を歴任した。妻は女優の司葉子。

## 来歴

### 生い立ち
現在の大分県宇佐市に父・相澤次郎、母・クメの3番目の子供として生まれた。父は宇佐中学校の教員をしていた。相澤家は鎌倉時代からつづく横浜の旧家である。
父の転任に従って新潟県高田、群馬県桐生、愛媛県大洲と転々とし、小学校に入る頃、一家は郷里の横浜に戻り、父が校長をしていた根岸小学校に入学する
神奈川県立横浜第一中学校（現・神奈川県立希望ヶ丘高等学校）、第一高等学校（現・東京大学教養学部）を経て、東京帝国大学法学部政治学科を卒業。

### 大蔵官僚として
1942年9月25日大蔵省に入省。同期入省には後に次官の座を争うことになる近藤道生（国税庁長官で退官）がいるが、入省成績は同期で相沢が最下位、近藤がブービーだといわれていた。自身の述懐によれば、高等試験（行政科）の成績も大学の成績も悪かったが、同時に受けた司法科の成績が良かったため「合わせて一本」で採用されたという。入省してからまもなく10月1日には召集され、陸軍東部第十七部隊（近衛軽輺重兵連隊）に初年兵として入営した。
1943年11月陸軍経理学校卒業。陸軍主計少尉。京城（現ソウル）で終戦を迎える。
ソ連タタール自治共和国エラブガで3年の抑留をさせられる。1948年8月に復員。
大蔵省に復職して国有財産局賠償業務課、下京税務署（署長）などで勤務した後、1949年9月に主計局主査（逓信担当）。以後1973年に事務次官となるまで、近畿財務局長、経企庁官房長、理財局長を計3年間務めた他は全て主計局勤務であり、主計局歴が最長とされる。もっとも、相沢自身は何度も他局、特に金融当局への人事希望を出してきたが叶わず、米国留学も上司の要請で取りやめになるなどしており、主計局一筋になったのは多分に偶然の要素が大きかったとしている。
1963年の人事の際には岩尾一主計局総務課長の留任が決まり、総務課長ポストの空きが無かったため、近藤道生秘書課長は相澤を関税局総務課長に起用しようとした。岩尾は「関税局だと先の見込みがない。有能な男をツブすことになる」と考え、相澤を主計局法規課長に据えた。当時は各局総務課長が車付となっていたが、相澤は特例で車付の法規課長となった。
2人の息子を残して妻に先立たれたが、経済企画庁官房長だった1969年、女優の司葉子と結婚した。1974年6月に退官。

### 政治家として
政界入りに際しては、自身の郷里の横浜と、妻・司葉子の出身地である鳥取の両方から出馬の話があったが、赤沢正道に乞われ後継者として、1976年の第34回衆議院議員総選挙に旧鳥取全県区から自民党公認で立候補。司葉子も婦人講演会や個人演説会まわりに参加する万全の体制で初当選。奥出雲の山林大地主23代目田部長右衛門の全面的な支援があったとされる。以後9回連続当選。
官僚時代の田中角栄との関係から、当選後は木曜クラブに所属すると思われていたが、田中金脈問題やロッキード事件が世間を賑わせたことで派閥入りを見合わせ、無派閥を選択する。1984年、宏池会入りし、以降、自民党調査局長、経理局長、衆議院法務委員長などの役職を務めた。1988年2月に株売買による2億円の申告漏れ（証券会社の手続きミスとされている）により、衆議院法務委員長を引責辞任した。
1990年、第2次海部内閣の経済企画庁長官として初入閣。1998年12月には河野洋平、麻生太郎らと宏池会を離脱し、大勇会（河野グループ）に参加、会長代行を務めた。
金融危機にあたり、1998年8月に衆議院金融問題特別委員長に就任。2000年、自民党金融問題調査会長を務め、同年7月には更迭された久世公堯の後任として、第2次森内閣の金融再生委員会委員長に就任。2001年5月には自民党税制調査会会長に就任、引退まで担当する。税調会長としては外形標準課税の導入などに携わった。
2003年、第43回衆議院議員総選挙まで9期連続当選。第43回衆議院議員総選挙に鳥取2区から立候補するが、かつての秘書でもある川上義博に敗れ落選した。2年後のいわゆる郵政解散に続く第44回衆議院議員総選挙では、赤沢正道の孫に当たる赤沢亮正を川上に対する「刺客」として支援し赤沢は当選、川上への"復讐"を果たす形となった。

### 議員引退後
所属する大勇会の座長は2006年末の同グループ解散まで務め、志公会（麻生派）の特別顧問を続けている。大蔵週報に連載していたコラムを著書「読者諸賢いかに思われるか」として断続的に出版している。引退後も一般財団法人全国強制抑留者協会の会長を務め、戦後の旧ソ連による抑留の「生き証人」として語り部を続ける。2015年7月の産経新聞のインタビューでシベリア抑留の日々を「これ以上ない最低の生活」と語っている。
2005年に84歳で弁護士登録。
2009年4月1日から2010年12月3日まで、東京福祉大学学長。2009年に東京都の石原慎太郎知事から経済財政分野の都参与に選任。
2019年4月4日6時45分、肺炎のため東京都の病院で死去。99歳だった。死没日をもって正八位から正三位に昇叙。

## 役職
- 全国戦後強制抑留補償要求推進協議会中央連合会会長 東京ロータリークラブ会員[23][7]
- （財）日本陸上競技連盟顧問[23]
- （財）日本システム開発研究所理事長[23]
- （財）国際看護交流協会名誉会長[23]
- （財）全国強制抑留者協会会長[23]
- （財）産業医学研究財団評議員[23]
- （財）医療情報健康財団評議員[23]
- （財）かめのり財団会長[23]
- （社）いわし食用化協会会長[23]
- （社）日本塩工業会会長[23]
- 日本パラグアイ協会会長[23]
- 日本スロヴェニア友好協会会長[23]
- 日本エジプト友好議員連盟名誉会長[23]
- 日本ポルトガル友好議員連盟名誉会長[23]
- 日本ギリシャ友好議員連盟名誉会長[23]
- 日本デンマーク友好議員連盟名誉会長[23]
- 日本パラグアイ友好議員連盟名誉会長[23]
- 日本スイス友好議員連盟名誉会長[23]
- 日本海情報ビジネス教育振興会会長[23]
- 中海テレビ放送会長[23]
- （社）淡交会山陰地区・米子支部・境港支部顧問[23]
- 日本美術刀剣保存協会顧問[23]
- （社）全国まき網漁業協会　会長理事[23]

## 略年譜
- 1919年（大正8年）7月4日 - 大分県宇佐市に神奈川県人・相澤次郎、クメの二男として生まれる（現在の本籍は妻司葉子の故郷である鳥取県境港市渡町である）[24]
- 1937年（昭和12年）4月 - 神奈川県横浜第一中学校卒業[25]。
- 1940年（昭和15年）4月 - 第一高等学校（文科甲類）卒業[25]。
- 1942年（昭和17年）
  - 6月 - 高等文官試験行政科・司法科合格[25]。
  - 9月 - 大蔵省入省[25]。主税局国税第一課勤務[26][25]。
  - 10月 - 陸軍応召[25]陸軍主計少尉 第34軍司令部　経理部員[25]。
- 1945年（昭和20年）8月 - 終戦後　ソ連抑留[25]
- 1948年（昭和23年）8月 - 復員[25]。国有財産局賠償業務課。
- 1949年（昭和24年）
  - 3月 - 下京税務署長[25]。
  - 9月 - 大蔵省主計局主査、主計官、法規課長[25]。
- 1964年（昭和39年）7月 - 大蔵省主計局総務課長[27]。
- 1965年（昭和40年）6月 - 大蔵省近畿財務局長[25]。
- 1966年（昭和41年）7月 - 大蔵省主計局次長[25]。
- 1969年（昭和44年）7月 - 経済企画庁長官官房長[25]。
- 1970年（昭和45年）6月 - 大蔵省理財局長[25]。
- 1971年（昭和46年）6月 - 大蔵省主計局長[25]。
- 1973年（昭和48年）6月 - 大蔵事務次官[25]。
- 1974年（昭和49年）6月 - 退官[25]。
- 1976年（昭和51年）12月 - 衆議院議員当選[25]。
- 1990年（平成2年）2月 - 国務大臣 経済企画庁長官に就任[25]。
- 1999年（平成11年）10月 - 自由民主党金融問題調査会長。
- 2000年（平成12年）7月 - 国務大臣 金融再生委員会委員長に就任[25]。
- 2003年（平成15年）10月 - 第43回衆議院議員総選挙で落選。
- 2005年（平成17年）2月 - 弁護士登録（第一東京弁護士会）[25]。
- 2009年（平成21年）
  - 4月 - 東京福祉大学学長[25]。
  - 9月 - 東京都参与[25]。
- 2019年（平成31年）
  - 4月 - 死去。99歳没[28]。

## 栄典
- 平成14年（2002年）4月 - 勲一等旭日大綬章[25]
- 平成19年（2007年）11月 - レジオンドヌール勲章オフィシエ[25][29]

## 家族・親族

### 相澤家
（神奈川県横浜市、東京都）
- 父・次郎（教育者）
次郎は鎌倉時代からつづいているという横浜の古い家柄の家に生まれた[30]。東京高等師範学校の英文科を出て、中学の英語教師になった[30]。横浜小学校長を最後に退職するまで、20余年間市内の小学校長をつとめた[30]。退職後は書家となり、“六風”と号し、神奈川県書道会の会長をしたこともあった[30]。

性格は温和で情も厚く、周りの人から“今良寛”と呼ばれていた。昭和47年（1972年）2月29日死去。85歳であった。
- 母・クメ（小学校教師）
クメも鎌倉時代からつづいているという古い家柄の家に生まれた[31]。神奈川県二宮町にあった実家は、300年以前に建てられたものであった[31]が、現在は解体された。母・クメの父は20歳そこそこから50数年間、当時の国府村の村長をつとめた[31]。母・クメは神奈川女子師範学校を出て小学校の教師になった[31]。
- 先妻・周子（鳥取県倉吉市出身）
- 後妻・葉子（鳥取県境港市渡町、庄司繁二郎の三女、女優・司葉子）
- 長男・英孝（法学者・一橋大学名誉教授）
なお、英孝も父の後を追うように約1か月後の同年5月10日に多臓器不全で死去している。
同妻・塩川美佳
- 二男・中島周（なかしま あまね、実業家・中島董商店社長・キユーピー取締役会長）
- 三男・宏光（医師）
同妻・相田翔子（歌手・タレント）

### 庄司家
（鳥取県境港市渡町、【市】１．庄司家母屋・茶座敷及び庭園）

### 親戚

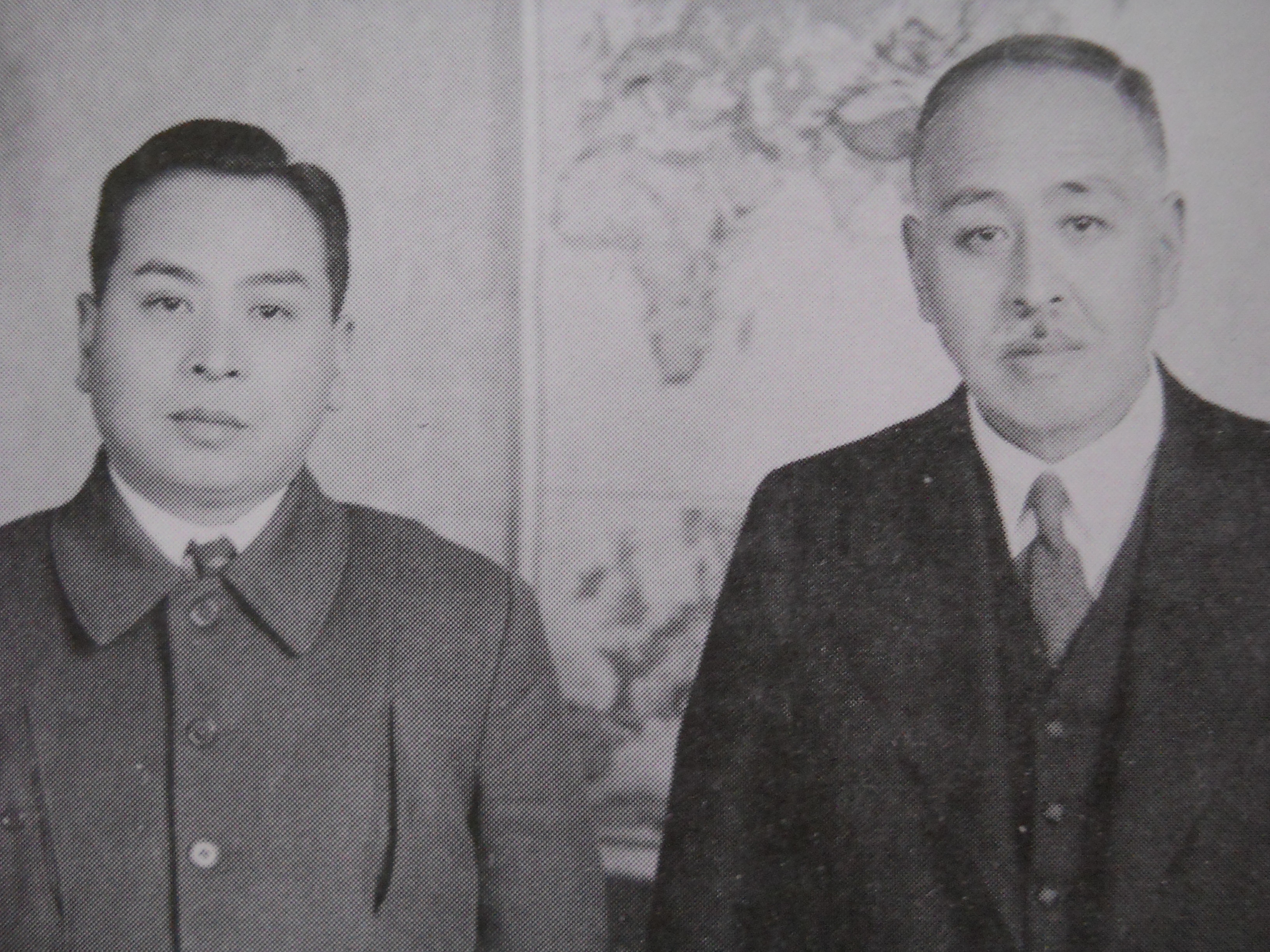
23代目・田部長右衛門（左）と22代目・田部長右衛門（右）
（昭和17（1942年）

- 23代目・田部長右衛門（実業家、政治家・元島根県知事） - 奥出雲の山林大地主田部家の第23代当主
- 2代目・坂口平兵衛（実業家） - 坂口財閥当主
- 庄司廉（実業家） - ｢本庄司家｣当主
- 木佐徳之助（実業家）
- 木村小左衛門（実業家、政治家）
など

## エピソード

### 鳥取県との関係
亡き先妻・周子は鳥取県倉吉市出身であり、妻・葉子は鳥取県境港市渡町出身であることから、鳥取県にゆかりがある。相沢によると、｢昭和四十九年の六月二十八日、ちょうどまる一年務めた事務次官を退官した時は、当初六年間の軍隊生活はあったものの、三十二年間勤めてきた大蔵省をいよいよ去るのかと思うと、無量の感慨が沸く思いであった。…（中略）…私は葉子の縁で、結婚以来とくに鳥取県の方々とは以前にもまして交流があるようになったし、山陰の人情、風光もすきだった。…（中略）…その年の十月末、私は葉子ともども米子市に住居を移すとともに、本籍を境港市に移した。鳥取県に骨を埋める覚悟を決めた｣という

## 著書
- 『教育費　その諸問題』（大蔵財務協会、1960年）
- 司葉子と共著『結婚してから八年め』（学研、1977年）
- 『タタァルの森から』（米子今井書店、1992年）、シベリア抑留生活を基にした小説集
- 『一日生涯　角さんと酌み交わした男の真実』（ぶんか社、2000年）
- 『読者諸賢いかに思われるか？』（全5冊、ぶんか社、2004年-2009年）

シリーズ・大蔵週報 コラム集成（1992年秋から2002年秋まで）
- 『予算は夜つくられる』（かまくら春秋社、2007年）、戦後の回想
- 『福祉の心と形』（かまくら春秋社、2009年）
- 『ボルガは遠く』（ぶんか社、2010年）、ソ連抑留の回想
- 共著『相沢英之と司葉子 人生100歳　「一日生涯」』（双葉社、2018年）
- 『回顧百年 相沢英之オーラルヒストリー』（かまくら春秋社、2021年）、中澤雄大編、伊藤隆・清家彰敏監修

### 関連人物
- 赤沢正道
- 赤沢亮正
- 川上義博
- 川村秀
- 田中角栄
- 愛知揆一